# Linn of Tummel

River Tummel

Linn of Tummel ist ein Waldgebiet bei Pitlochry in der schottischen Council Area Perth and Kinross. Es wurde 1944 von G. F. Barbour dem National Trust for Scotland geschenkt.

## Beschreibung
Linn of Tummel ist ein Waldgebiet mit einer Fläche von rund 19 ha an der Mündung des Garry in den River Tummel. Linne bedeutet in Schottischem Gälisch tiefes Becken
Nach dem Zusammenfluss fließt der Tummel in den Loch Faskally, einen Stausee, der den Tummel staut und Teil des Tummel hydro-electric power scheme ist.
Das Gelände ist das Herz des Big Tree Country, ein Beispiel der Highland Perthshire Landschaft, und durch eine Vielzahl von Wanderwegen erschlossen.
Auf dem Gelände steht ein Obelisk, der an einen Besuch von Queen Victoria im Jahr 1844 erinnert.